# Route nationale 310a
La route nationale 310A, ou RN 310A, était une route nationale française reliant Paris (Porte de Clichy) à Saint-Denis (porte de Paris).

## Historique
La RN 310A a été créée le 1er avril 1931 par transformation des GC 16 et 11 de la Seine.
À la suite de la réforme de la numérotation des routes nationales, elle fut renumérotée RN 410 en 1978. Cet itinéraire a été par la suite déclassé en RD 912 dans les Hauts-de-Seine le 1er janvier 1993. Le département de la Seine-Saint-Denis s'est opposé au transfert des routes nationales et ce n'est qu'en 2006 que ce tracé a été déclassé à l'exception de la bretelle d'accès à l'A 1 qui a été conservée dans le réseau national. Le tracé déclassé en 2006 est actuellement une route nationale d'intérêt local et n'a pas encore été renuméroté.

## Tracé
La RN 310A reprend la partie nord de la route de la Révolte (route rectiligne qui reliait Paris (porte Maillot) à Saint-Denis (porte de Paris).
- Paris, porte de Clichy
- Clichy
  - Boulevard Victor Hugo D 912
- Saint-Ouen
  - Boulevard Victor Hugo
  - Place de la République
  - Boulevard Jean-Jaurès
- Saint-Denis
  - Boulevard Anatole-France
  - Carrefour Pleyel
  - Boulevard Anatole-France
  - Pont de la Révolte
  - Boulevard Anatole-France
  - Place de la porte de Paris (Bretelle de l'échangeur 2 de l'autoroute A1)

## Place dans le réseau
La RN 310A avait une place marginale dans le réseau des routes nationales d'avant les années 1970 vu son parcours très court. Elle croisait les routes nationales suivantes :
- la RN 310 à Clichy
- la RN 14 à Saint-Ouen
- la RN 1 à Saint-Denis

## Tourisme
- Paris
- Saint-Ouen (château…)
- Saint-Denis (édifices religieux et civils, musées…)